# South Haven, Kansas
South Haven är en ort i Sumner County i Kansas. Vid 2020 års folkräkning hade South Haven 324 invånare.